# ゎ
ゎ、ヮは、日本語の仮名のひとつである。わ、ワを小書きにした文字である。

## 日本語における発音
「ゎ」の文字は、古い日本語において、「く」、「ぐ」に後続して合拗音を構成する。「くゎ」は /kwa/ 、「ぐゎ」は /gwa/ と発音する。これらは、中世前期ごろに漢語とともに日本語に入ってきたが、近世後期に消滅し、現代日本語においては「か」、「が」と同一となっている。なお、一部の方言では、現代でも発音を区別する場合もある。
具体例としては、以下のようなものが挙げられる。
- 火事：くゎじ（現代では「かじ」）
- 科学：くゎがく（現代では「かがく」）
- 画家：ぐゎか（現代では「がか」）
- 外国：ぐゎいこく（現代では「がいこく」）

現代でも、シークヮーサー、サングヮチャーなどにおいて、この文字を使用することがある。また、日本語以外の人名などを日本語で表記する際に、マリー・クヮント、クヮヴェンジャネ・ウォレス、ムジカ・アンティクヮ・ケルンのように使うことがある。

## 俗用
ギャル文字の一種として、助詞「は」の代わりに「ゎ」を用いる場合がある。例えば「こんにちは」が「こんにちゎ」になる。